# Albert Vermaere
Albert Theodoor Louiza Vermaere (Sinaai, 10 november 1910 - Sint-Niklaas, 14 augustus 1993) was een Belgisch volksvertegenwoordiger en burgemeester.

## Levensloop
Vermaere werd propagandist voor de KAJ en medestichter van de KWB. was vakbondssecretaris voor het ACV. In 1936 werd hij secretaris Gildenhuis Sint-Niklaas en propagandist voor het ACW Sint-Niklaas. In 1942 stichtte hij een Studiekring voor Godsdienstige, Morele en Sociale problemen. 
Hij werd in 1947 gemeenteraadslid en schepen. Hij bleef dit tot hij in 1963 de overleden burgemeester Jozef Van Royen opvolgde. Na de verkiezingen van 1964 werd hij opnieuw schepen.
In 1958 werd hij volksvertegenwoordiger en vervulde dit mandaat tot in 1961.